# Mac Tonnies
Mac Tonnies (20 tháng 8 năm 1975 – 22 tháng 10 năm 2009) là một tác giả và blogger người Mỹ có tác phẩm tập trung vào tương lai học, thuyết siêu nhân học và các chủ đề huyền bí. Tonnies lớn lên ở Independence, Missouri, và theo học trường Trung học William Chrisman và Đại học Ottawa. Ông sống ở Kansas City, Missouri. Tonnies có sự hiện diện trực tuyến tích cực và lượng độc giả "nhỏ, nhưng tận tụy", đã hỗ trợ mình bằng cách làm việc tại Starbucks và chín đến năm công việc khác. Năm 2009, ông qua đời vì chứng rối loạn nhịp tim ở tuổi 34.

## Sách
Cuốn sách đầu tiên của ông, một tập truyện ngắn khoa học viễn tưởng có tựa đề Illumined Black, được Phantom Press Publications xuất bản vào năm 1995, khi Tonnies đang học đại học. Nó mang hình bìa quảng cáo sách của Bruce Sterling và được đánh giá tích cực trong Booklist. Cuốn sách thứ hai của ông có tựa đề After the Martian Apocalypse, được Simon & Schuster xuất bản vào năm 2004. Cuốn sách thứ ba của ông có tựa đề The Cryptoterrestrials, được Anomalist Books xuất bản sau khi tác giả qua đời vào năm 2010.
Vào tháng 11 năm 2012, Redstar Books đã xuất bản tập đầu tiên của bộ Posthuman Blues, trong đó có các trích đoạn từ blog dài hạn cùng tên của Tonnies. Trong phần giới thiệu, nhà sử học Aaron John Gulyas Lưu trữ ngày 31 tháng 10 năm 2012 tại Wayback Machine viết rằng, "Posthuman Blues là một phần của tác phẩm Lost Generation trong thập niên 1920 và Beat Generation trong thập niên 1950. Tonnies đã nói về thế hệ của mình với niềm đam mê, tài hùng biện và một cái nhìn sâu sắc hiếm có."

## Truyền thông
Vào năm 2007, vở kịch Doing Time, do ông đồng sáng tác với nhà làm phim người Canada Paul Kimball (người đang thực hiện một bộ phim tài liệu về Tonnies), được công chiếu tại Halifax, Nova Scotia. Ông cũng xuất hiện trong bộ phim tài liệu Best Evidence: Top 10 UFO Sightings, và một tập của bộ phim truyền hình dài tập Canada Supernatural Investigator.
Blog của ông, "Posthuman blues" được tờ báo The Pitch mô tả là "một trong những blog hay nhất của Thành phố Kansas, chứa đầy những bài viết hay, thông minh về những tin tức khác thường và những lời nói cường điệu, hài hước từ góc độ chính trị thiên tả."
Ông còn xuất hiên trên chương trình trò chuyện radio đêm khuya Coast to Coast AM vào tháng 9 năm 2009, và là khách thường xuyên trên The Paracast.

## Giả thuyết Cryptoterrestrial
Giả thuyết Cryptoterrestrial được phát triển trên blog của Tonnies và sau đó được công bố sau khi tác giả qua đời. Giả thuyết này đề xuất rằng sinh vật ngoài hành tinh thực sự là những chủng tộc bí ẩn và bí mật có nguồn gốc Trái Đất. Những chủng tộc này đã tồn tại trên Trái Đất từ trước cả loài người, và hiện diện như những thực thể ngoài hành tinh hoặc những sinh vật huyền bí. Có ý kiến cho rằng đây là phần mở rộng các ý tưởng của Richard Shaver.